# Eunotopsia
Eunotopsia is een geslacht van vliesvleugeligen uit de familie Pteromalidae. De wetenschappelijke naam van dit geslacht is voor het eerst geldig gepubliceerd in 1988 door Boucek.

## Soorten
Het geslacht Eunotopsia is monotypisch en omvat slechts de volgende soort:
- Eunotopsia nikitini Boucek, 1988